# Hangendensteinpass
Der Hangendensteinpass ist ein Talpass zwischen den Ausläufern des Kienbergkopfs als Teil des Untersbergstocks und dem Göllmassiv, durch den die Berchtesgadener Ache bzw. auf österreichischer Seite die Königsseeache fließt. Namensgebend für den Pass ist der Hangende Stein als Ausläufer auf Seiten des Kienbergkopfs. Seit dem 12. Jahrhundert bildet er einen Grenzübergang zwischen unterschiedlichen Herrschaftsgebieten, seit Ende des Zweiten Weltkriegs als Grenzübergang Hangendenstein zwischen Deutschland und Österreich.

## Verkehr

### Straßenverbindung
Zum Hangendensteinpass führen von deutscher Seite aus die Bundesstraße 305, die zuletzt die Gemeinde Marktschellenberg bzw. den Schellenberger Forst durchquert, von österreichischer Seite aus die Berchtesgadener Straße (B 106), die durch den Ortsteil Hangendenstein der Gemeinde Grödig führt und nach insgesamt 3 km in die Anschlussstelle Salzburg Süd der Tauern Autobahn (A 10) zu mündet.

### Ehemalige Eisenbahnverbindung
Zwischen 1907 und 1938 gab es am Grenzübergang Hangendenstein auch einen Bahnhof für erst dampf-, ab 1908 elektrisch betriebene Lokalbahnen auf den Bahnstrecken Berchtesgaden–Hangender Stein und Salzburg–Hangender Stein, für die durch den Felsvorsprung des Hangenden Steins ein Tunnel angelegt worden war. Dieser Tunnel wurde samt den Felsresten 1939 für einen noch geplanten zweigleisigen Ausbau abgebrochen, wovon während des Zweiten Weltkriegs jedoch Abstand genommen wurde. Stattdessen nutzte man die freigewordene Fläche für den Bau der heutigen Straßentrasse.

Eisenbahntunnel durch den Hangenden Stein Richtung Salzburg vor Elektrifizierung der Strecke (ca. 1907), re. davon ursprünglicher Straßenverlauf sowie ein Wehr des Almkanals

## Geschichte als Grenzübergang
Bereits seit dem Mittelalter bildete der Hangendensteinpass einen Grenzübergang – ab 1193/94 diente der über die Jahrhunderte immer weiter ausgebaute Schellenberger Turm (etwa zeitgleich erbaut wie die Befestigungsanlage in Hallthurm) als Passturm zur Sicherung der Kernlande (Berchtesgadener Land) des Klosterstifts Berchtesgaden bzw. ab 1559 der Fürstpropstei Berchtesgaden und seiner Salzlieferungen aus Schellenberg Nach der Säkularisation (1803) und kurzfristig mehreren Herrschaftswechseln wurde das Berchtesgadener Land 1810 dem Königreich Bayern einverleibt und ab 1816 bis 1823 eine königlich bayerische Grenzbesatzung im Turm, später in einem neu errichteten Zollamt stationiert. Nach Abbruch des alten Mauthauses 1841 wurde drei Jahre später die Straße tiefer gelegt. Während der Zeit des Nationalsozialismus bezog der deutsche Zoll 1937 einen Neubau. Nach dem Zweiten Weltkrieg wurde 1953 das neu angelegte Inselzollamt Schellenberg eröffnet.
Auf österreichischer Seite nahm am 1. Juni 1816 die „k.k. Mauthstation Hangendenstein“ ihren Dienst auf, dessen ehemalig österreichisches Zollhaus 120 Meter nach wie vor nordöstlich des Grenzübergangs in der Wehrstraße 2 steht. Nach dem Zweiten Weltkrieg wurde für das Zollamt Hangendenstein ein neues Zollgebäude errichtet, das an der Berchtesgadener Straße (B 160) steht. Die Wehrstraße bildet einen Rest des ursprünglichen Straßenverlaufs vor dem Abtragen des Eisenbahntunnels, der durch den Felsvorsprung des Hangenden Steins getrieben worden war.
Mit dem Schengen-Abkommen wurden ab 1. Dezember 1997 die Grenzkontrollen an diesem Grenzübergang eingestellt.

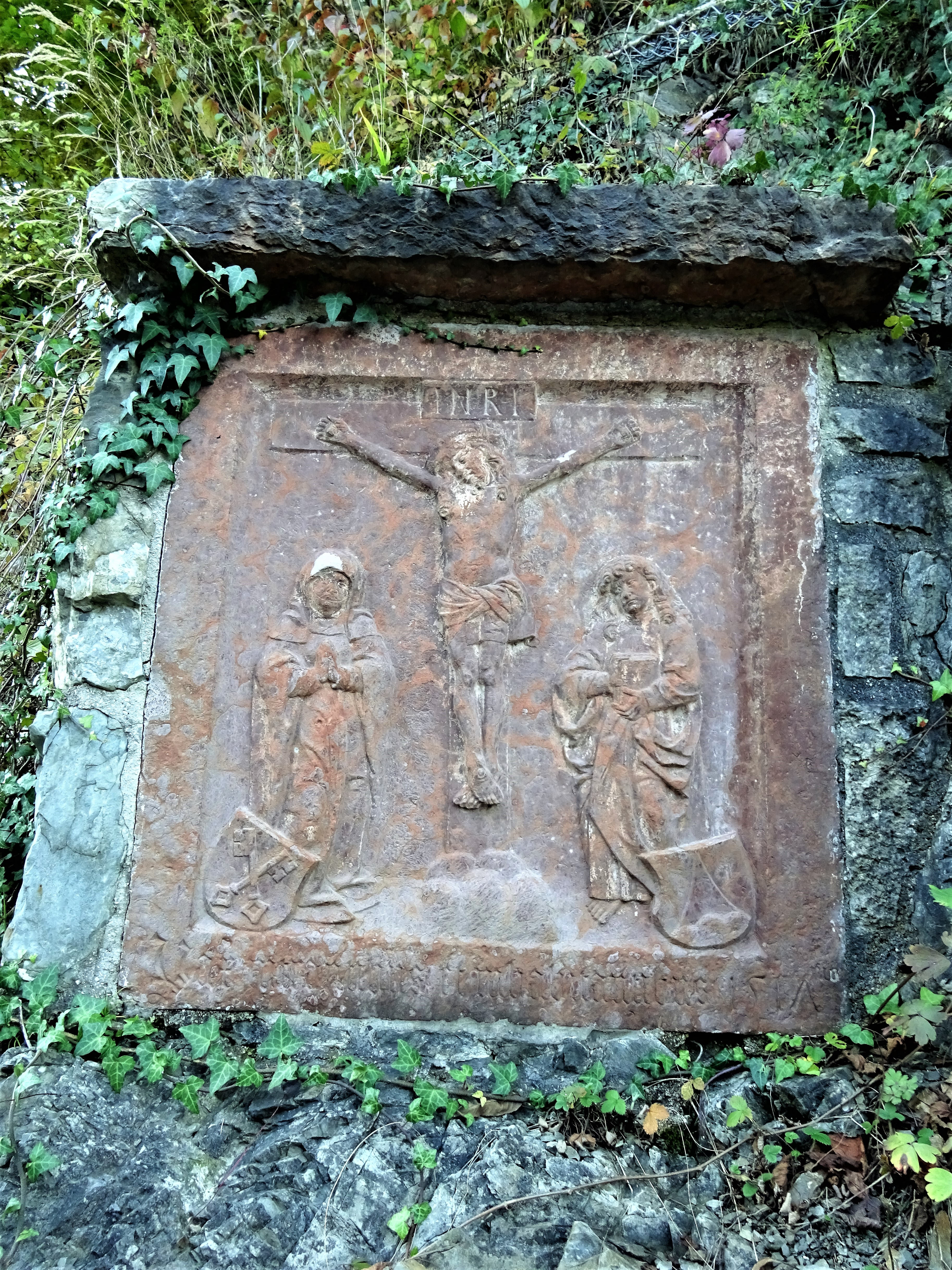
Ehemalige Grenztafel am Hangendensteinpass. Kreuzigungsgruppe, Berchtesgadener Stiftswappen (links), Wappen von Propst Gregor Rainer (rechts). Inschrift: „Pax intrantibus et inhabitantibus 1517“ (Friede den Eintretenden und den Bewohnern 1517)
Johann Faistenauer (1577/78–1643): Das Landt und Fürstliche Stifft Berchtolsgaden (1626) Kartenausschnitt: Rote Linie =  Grenzverlauf  Fürstpropstei Berchtesgaden – Fürsterzbistum Salzburg, li. u. der „Hanget Stain“
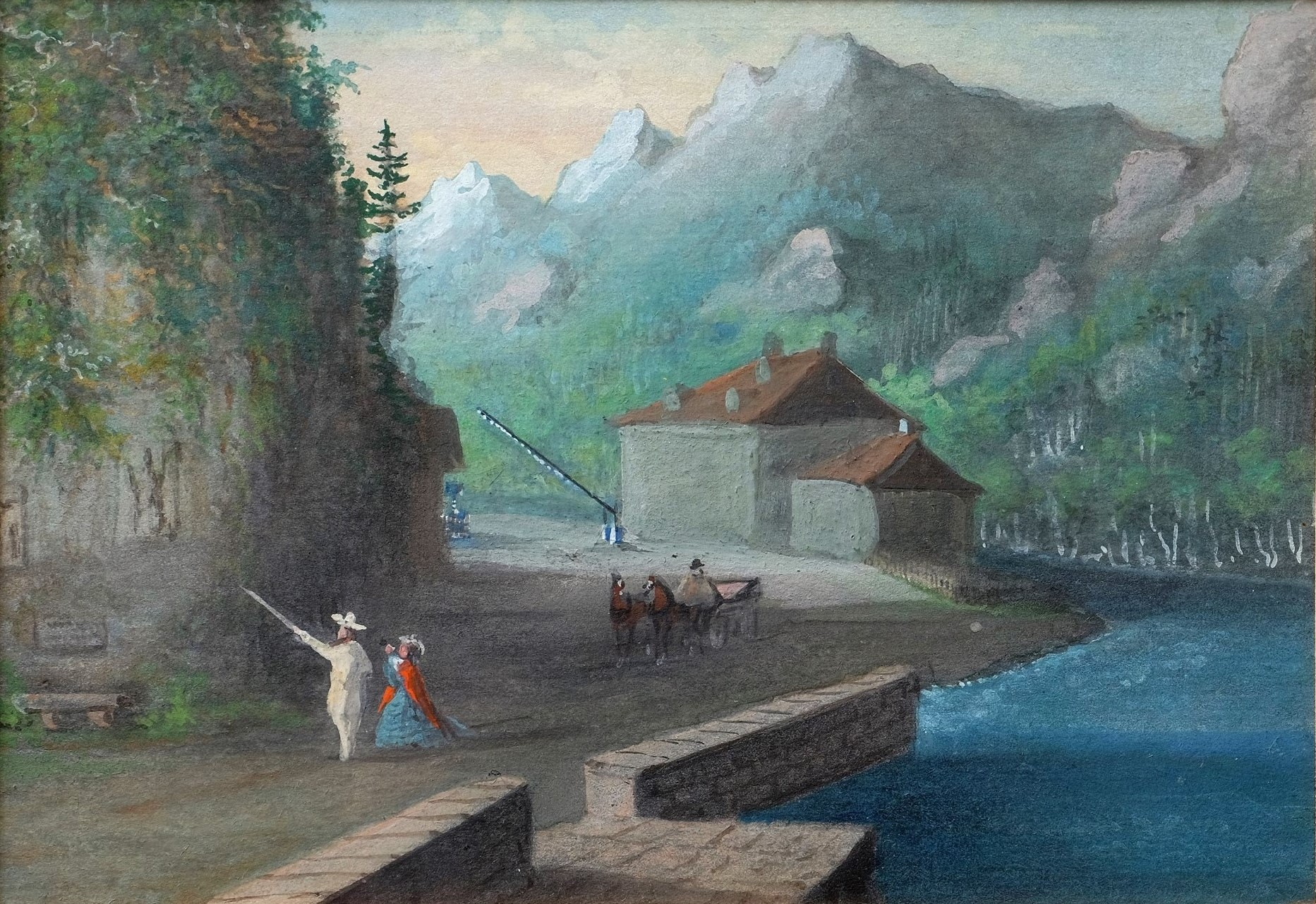
Hermann Reindel (1807-1888): Hangender Stein, re. dahinter die k.k. Mautstation (Aquarell vor 1851)
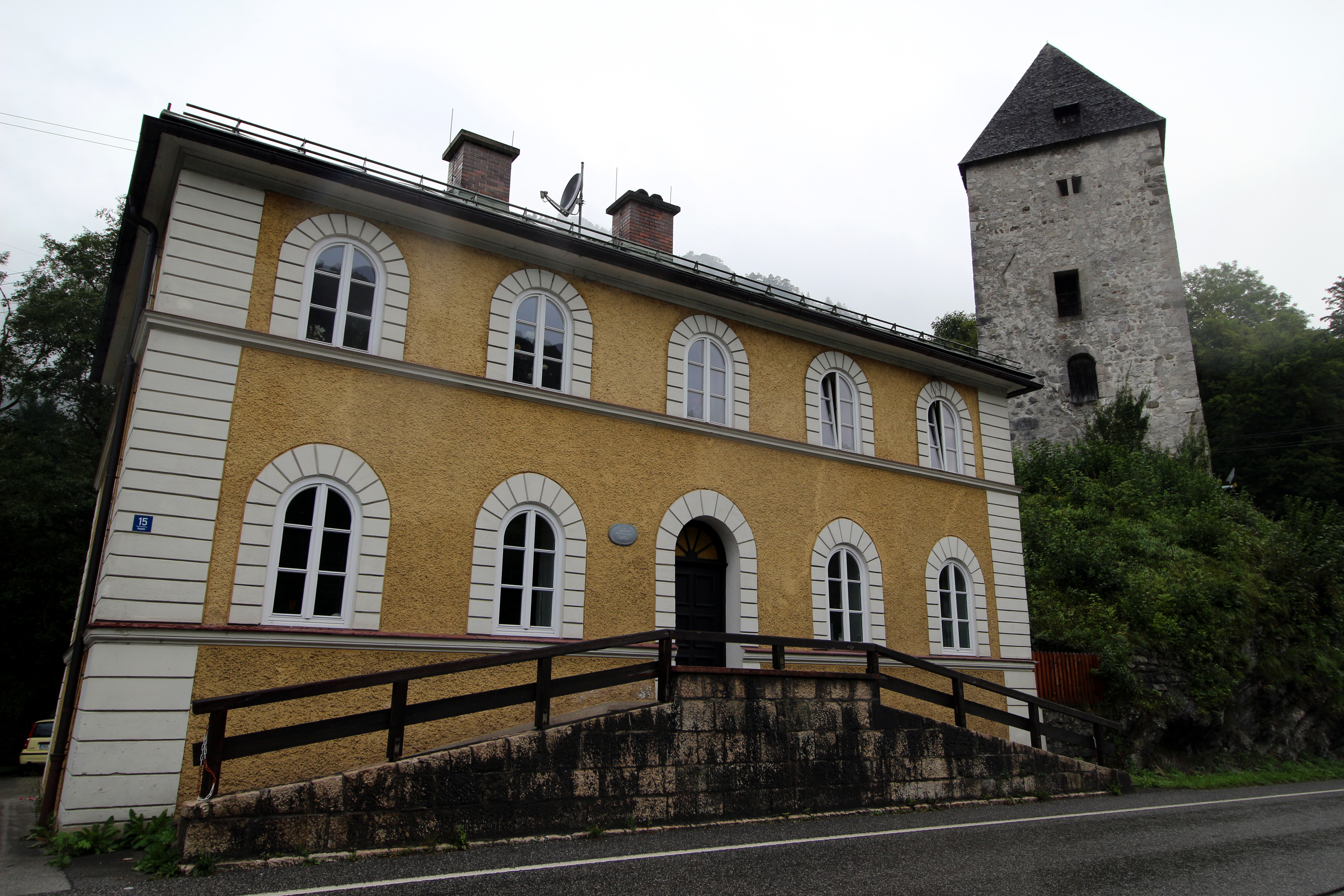
Ehem. Zollhaus (1937–1953) und Schellenberger Turm, 1,3 km südlich vom Grenzübergang
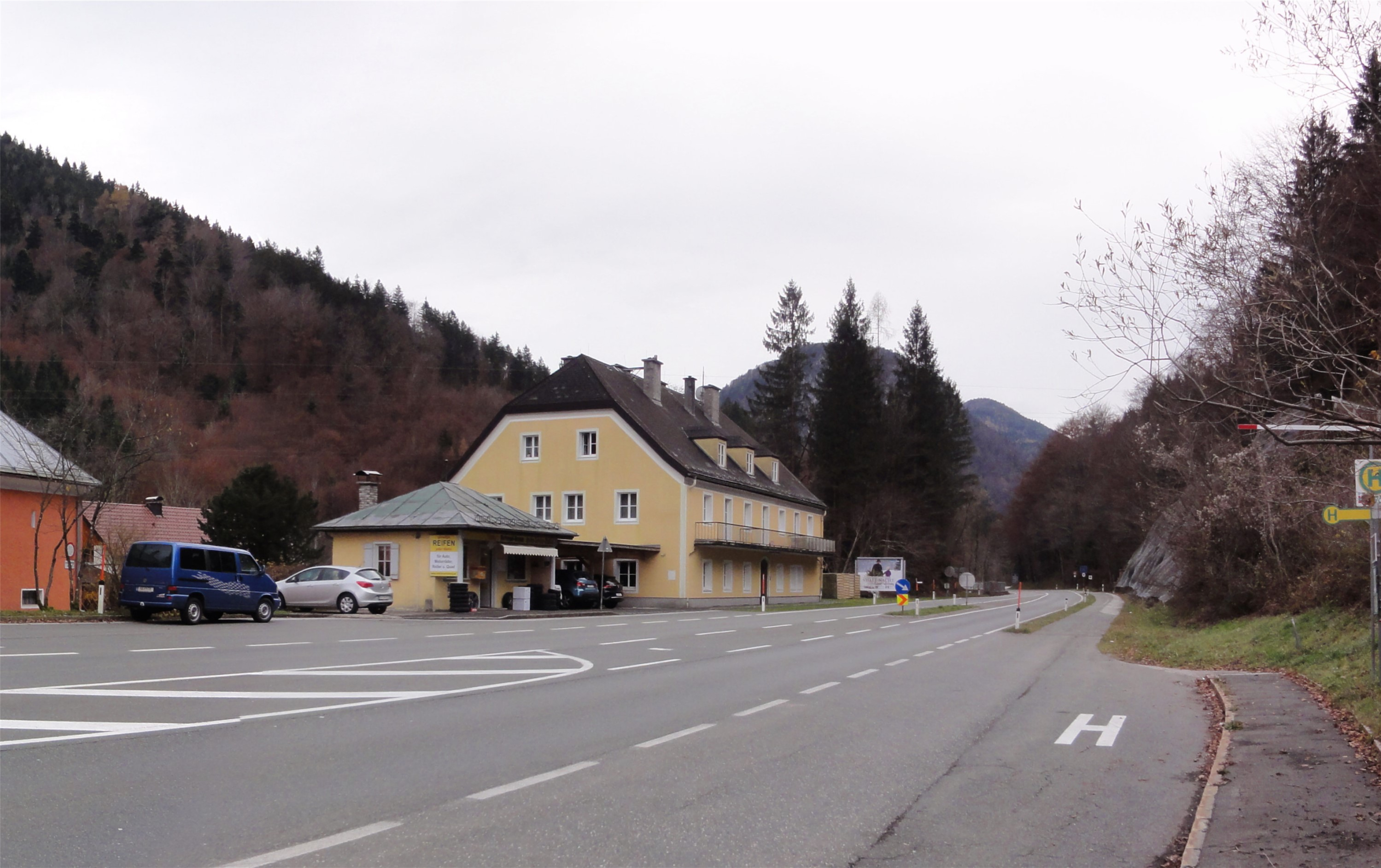
Ehemaliges österreichisches Zollamt bzw. Grenzstelle am Hangendensteinpass im Ortsteil Hangendenstein von Grödig an der Berchtesgadener Straße (B 106) in Richtung Berchtesgadener Land; links davon ein Teil der roten Rückfront der noch älteren  k.k. Mautstation